# Roupov (hrad)
Roupov je částečně dochovaný hrad ve stejnojmenné obci v okrese Plzeň-jih. Stojí na návrší nad jihovýchodním okrajem vesnice v nadmořské výšce 460 metrů. Od roku 1963 je chráněn jako kulturní památka.

## Historie

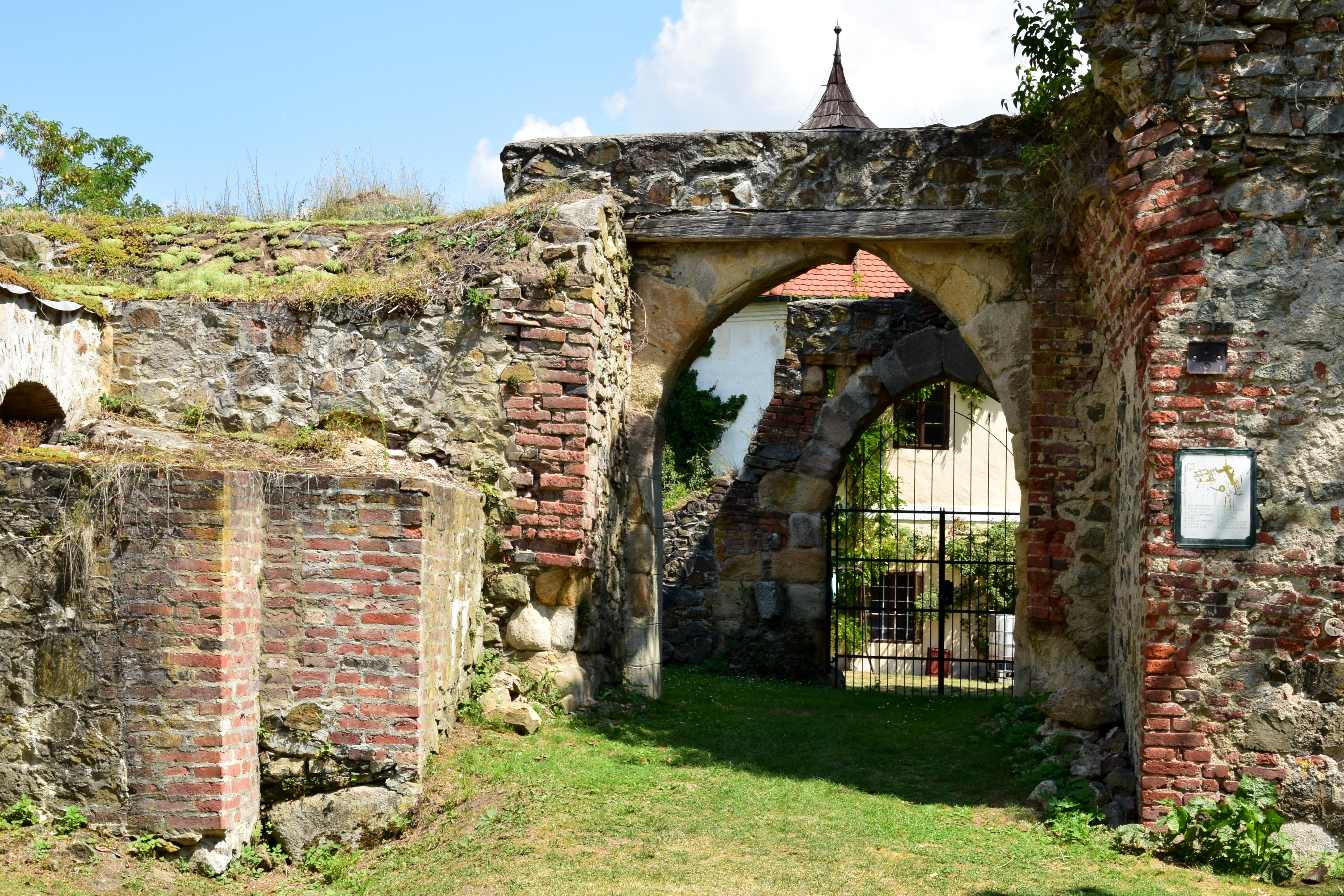
Brána do hradního jádra

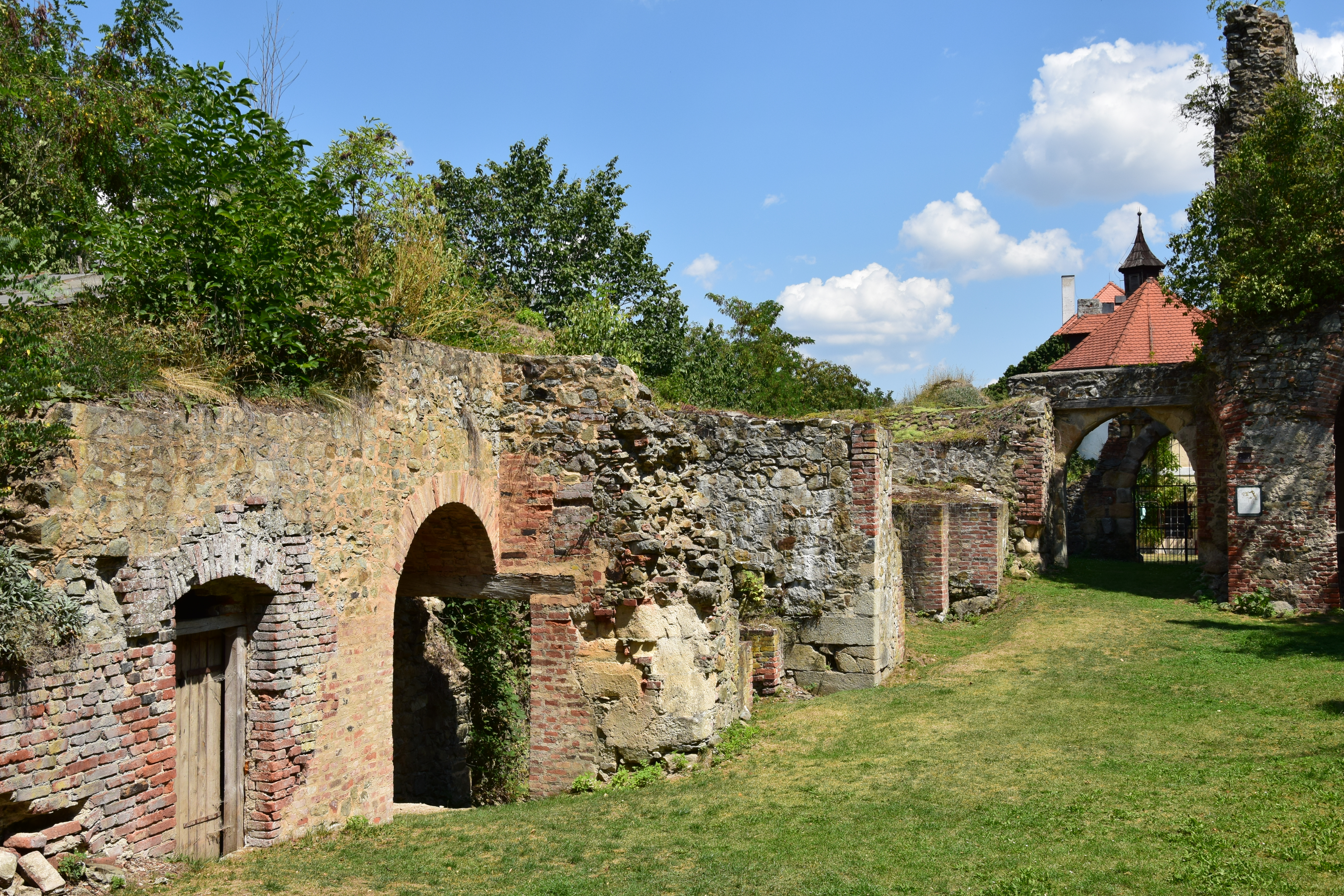
Nádvoří hradního jádra

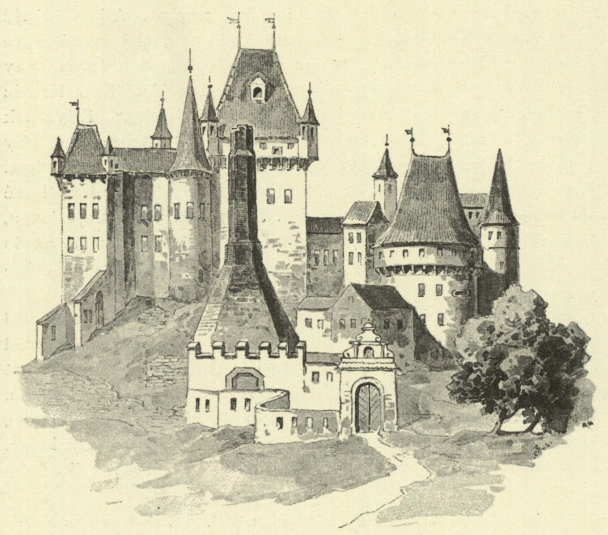
Hypotetická podoba hradu publikovaná koncem 19. století Augustem Sedláčkem

Hrad byl založen ve 13. století Držkem z Roupova, který patřil k rozvětvenému rodu Drslaviců. Hrad byl poté přestavěn v osmdesátých letech 14. století Něprem z Roupova, který byl hofmistrem arcibiskupa Jana z Jenštejna a měl přístup k dvorské huti krále Václava IV. V roce 1427 hrad oblehla husitská vojska, a Jan I. z Roupova raději přijal podobojí, než aby byl hrad dobyt. Během husitských válek páni z Roupova značně zbohatli, protože získali řadu církevních statků.
Jan II. z Roupova, někdejší hofmistr krále Jiřího z Poděbrad a v letech 1486–1493 nejvyšší písař, si vymohl za své služby povýšení do panského stavu. Rozhodl se proto sídlo svých předků zvelebit. Celý hrad byl opevněn hradební zdí a zároveň tak ke starému hradu připojil nové, větší předhradí. Vstup do hradu nedaleko brány chránila okrouhlá věž o průměru 17 metrů, vzhledem k rozměrům spíše veliký rondel. Na druhé straně vchodu navazovala na hradbu protáhlá půlkruhová bašta. Nejznamenitější[zdroj⁠?!] částí této přestavby je však kuchyně, která tvořila součást pozdně gotického křídla mezi předhradím a vnitřním hradem. Ten byl od předhradí oddělen bránou a příkopem s padacím mostem. Přízemní čtvercová kuchyně je vyzděná z lomového kamene, ve stěnách jsou půlkruhové výklenky. Vyšší patra tohoto paláce se nedochovala na rozdíl od dýmníku (komína) kuchyně, který dnes tvoří dominantu hradu. Dýmník je vyzděný z cihel a má osmiúhelníkový tvar. Vzhledem ke své zachovalosti je skutečnou architektonickou raritou mezi českými hrady.
Hrad Roupov byl až do svého prodeje v roce 1607 sídlem šlechtického rodu pánů z Roupova. Při renesanční přestavbě hradu Janem IV. z Roupova v letech 1595–1598, kdy se stal hrad údajně jedním z nejhezčích hradů v Čechách vůbec, se Jan IV. zadlužil natolik, že byl nucen roku 1607 hrad i s panstvím prodat Janovi z Klenové, z Janovic a na Žinkovech, horlivému katolíkovi a stoupenci císaře Ferdinanda II.
V roce 1704, po necelých sto letech v majetku pánů z Klenové byl hrad prodán Janovi Jiřímu z Haubenu, který ho spojil s Červeným Poříčím. Od spojení s Červeným Poříčím hrad chátral, obyvatelný byl však ještě v roce 1760. Po požáru nedaleké vesnice Merklín v roce 1817 byl hrad rozebírán na stavební kámen. Z materiálu ze zřícených hradeb byla vybudována sýpka v podhradí.

## Stavební podoba

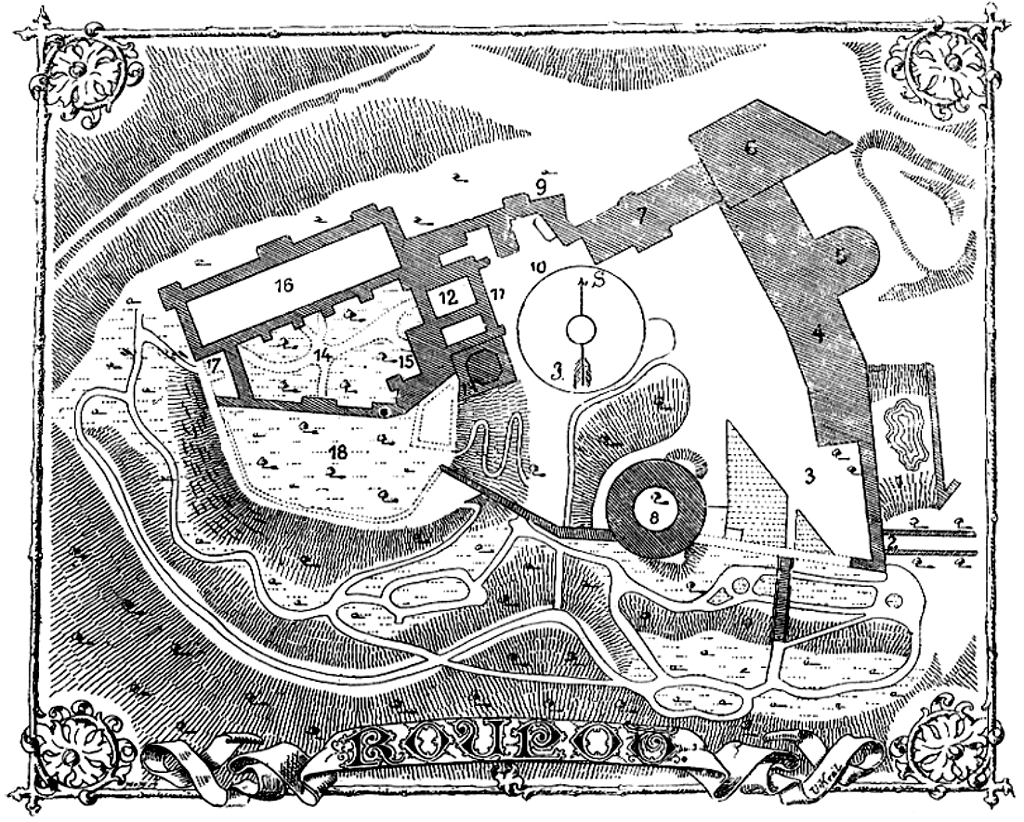
Půdorys hradu z roku 1893 od Vojtěcha Krále z Dobré Vody

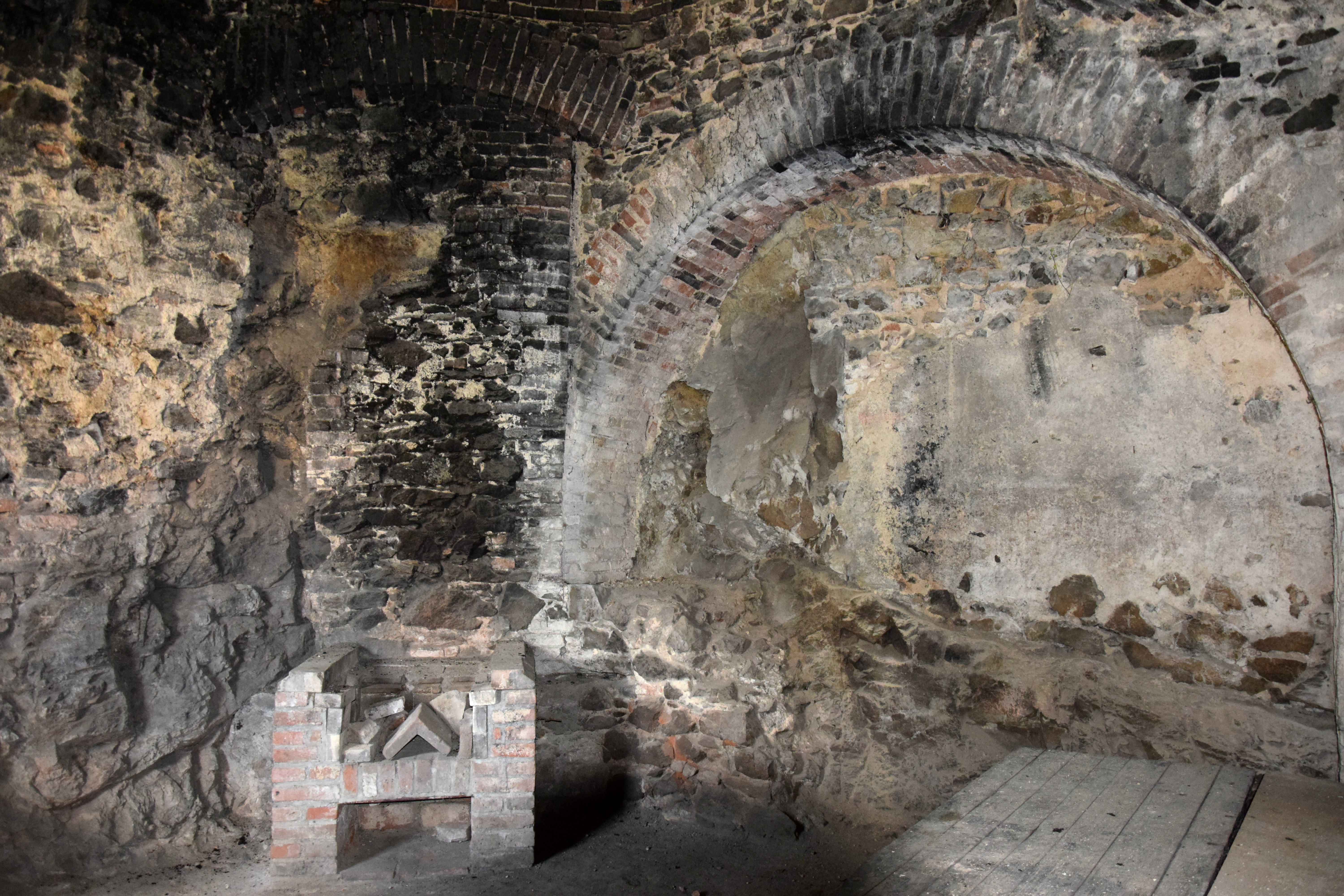
Interiér hradní kuchyně

Podobu původního hradu ani předhradí neznáme, protože byly výrazně změněny pozdějšími přestavbami. V letech 1380–1393 proběhla výrazná přestavba hradního jádra, na které se podílela dvorská huť Václava IV. Během ní hrad získal podobu, která se již velmi blížila hranici přeměny hradu na zámek. V jádře stála tři palácová křídla spojená pravděpodobně pavlačemi. Zadní věžovité křídlo mělo přízemí zaklenuté valenou klenbou a sál v jeho patře měl klenby křížové. V jihozápadním nároží stála obytná budova, která mohla být nejstarším palácem nebo obytnou věží. Během pozdně gotických úprav přibylo také čtvrté palácové křídlo postavené před čelem původního jádra a vybavené černou kuchyní, jejíž komín tváří dominantu zříceniny. Ve stejné době bylo nově opevněno předhradí. Na skalisku na východní straně byla postavena bateriová věž s průměrem sedmnáct metrů. Další strany zabezpečila dvojice polygonálních a jedna polookrouhlá bašta. Pod severozápadním nárožím obvodové zdi byly odkryty zbytky zdiva jiné polookrouhlé bašty.
Dochovaná zástavba na severním okraji hradu obsahuje zbytky pozdně gotického opevnění, jehož součástí byla polookrouhlá a původně dovnitř otevřená bašta. V nároží stojí také čtyřboká bašta s klínovitým půdorysem, jejíž interiér byl při stavbě zamýšlen jako obytný. Obrannou složku bašty měly tvořit okrouhlé střílny zazděné ještě během stavby. Obytný prostor se měl skládat z pokoje, chodby a černé kuchyně, ale ani ten nebyl nikdy zcela dokončen.
V hradním příkopu roste památný Roupovský tis.

## Hrad v kultuře
Do okolí Roupova a jeho hradu je zasazen český historicky-dobrodružný film Zbojník, odehrávající se v roce 1278. Hlavním hrdinou tohoto snímku je fiktivní postava Oldřich z Roupova, jehož otcem je historický Držek z Roupova, který hrad založil.

## Přístup
Okolo hradu vede zeleně značená turistická trasa z Lužan, kde se nachází vlaková zastávka na železniční trati Plzeň–Klatovy. Ze vsi Roupov vede na hrad zeleně značená trasa od zastávky autobusu.

## Galerie

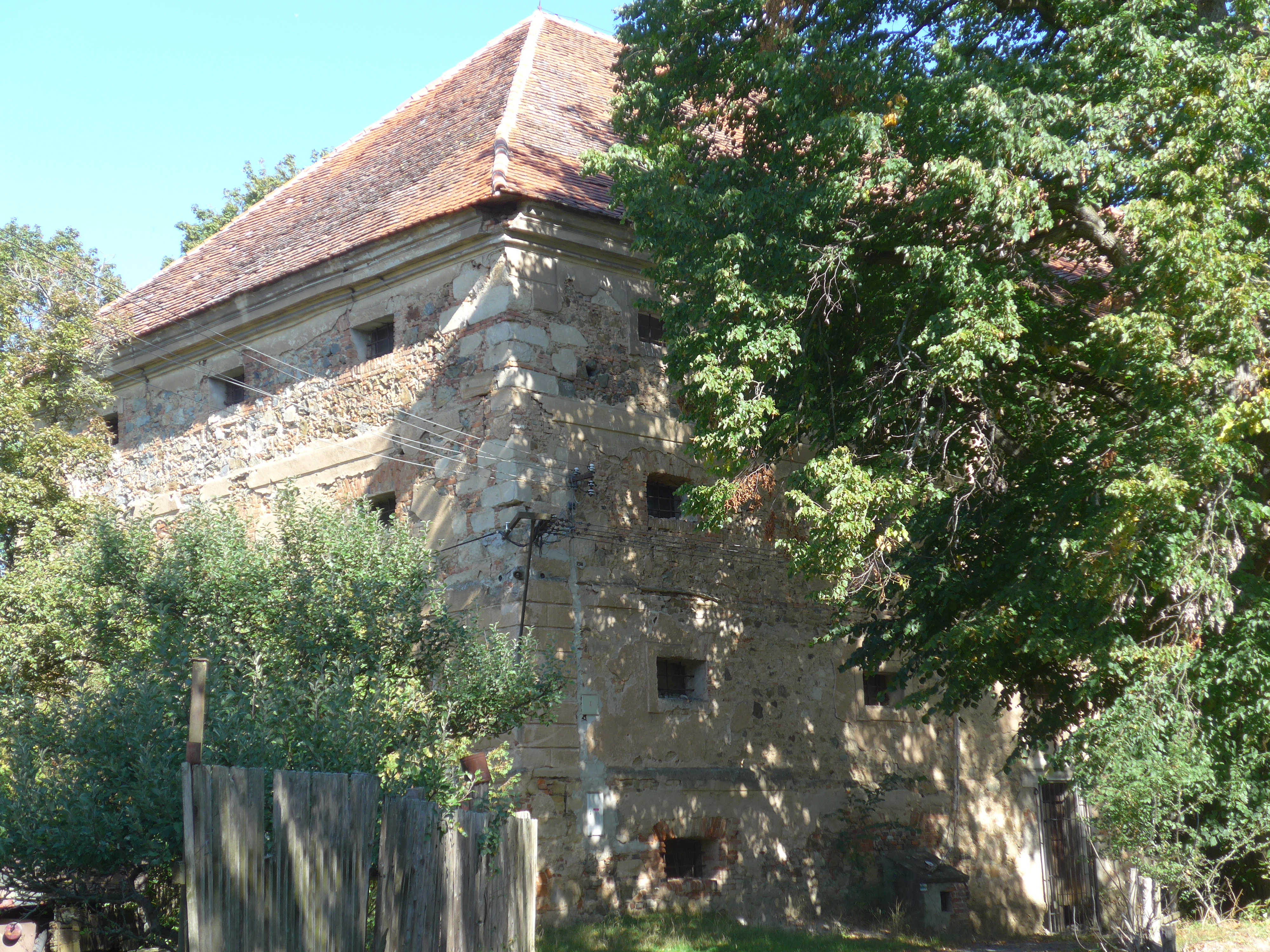
Barokní sýpka v předhradí
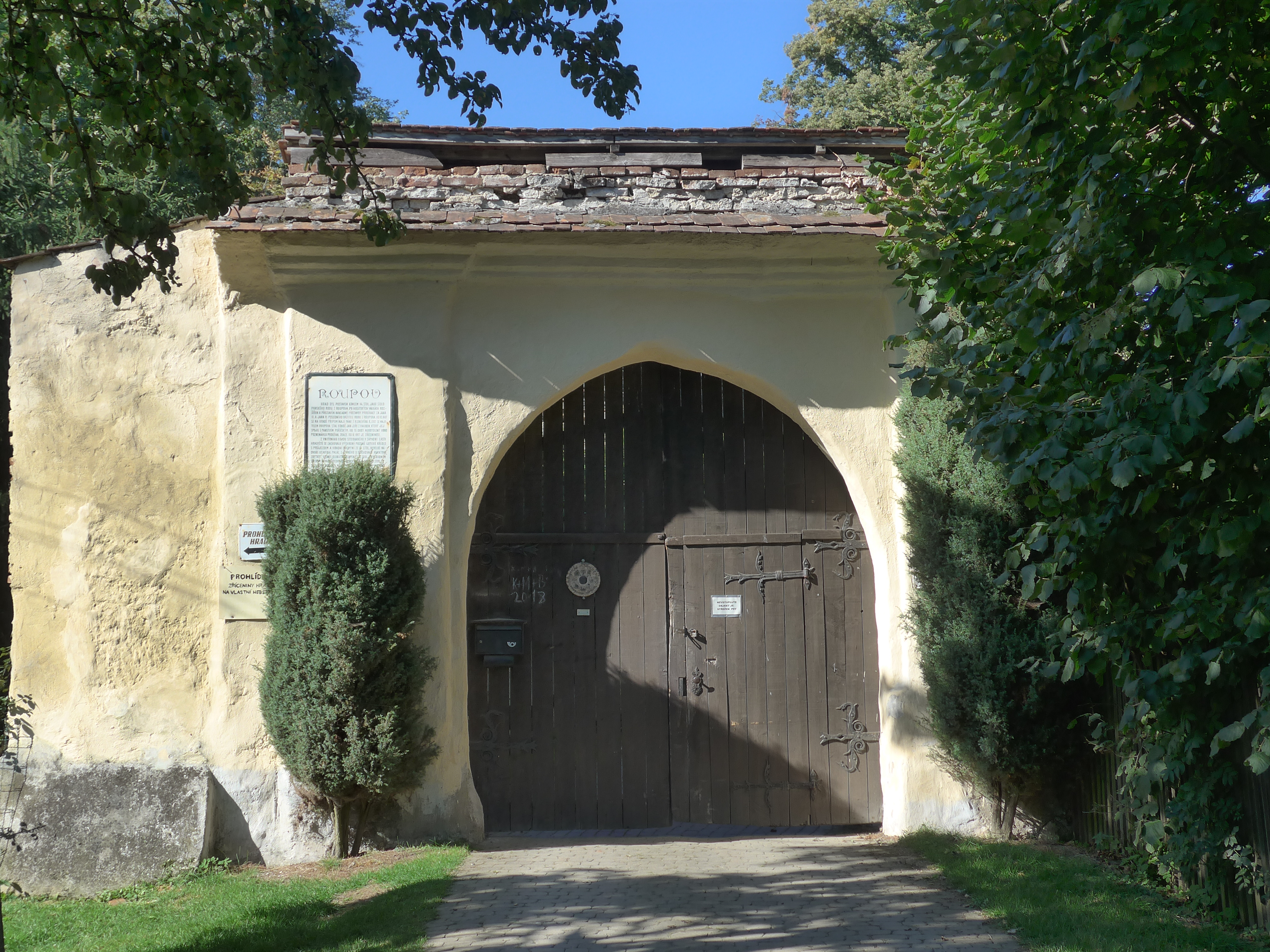
Hradní brána
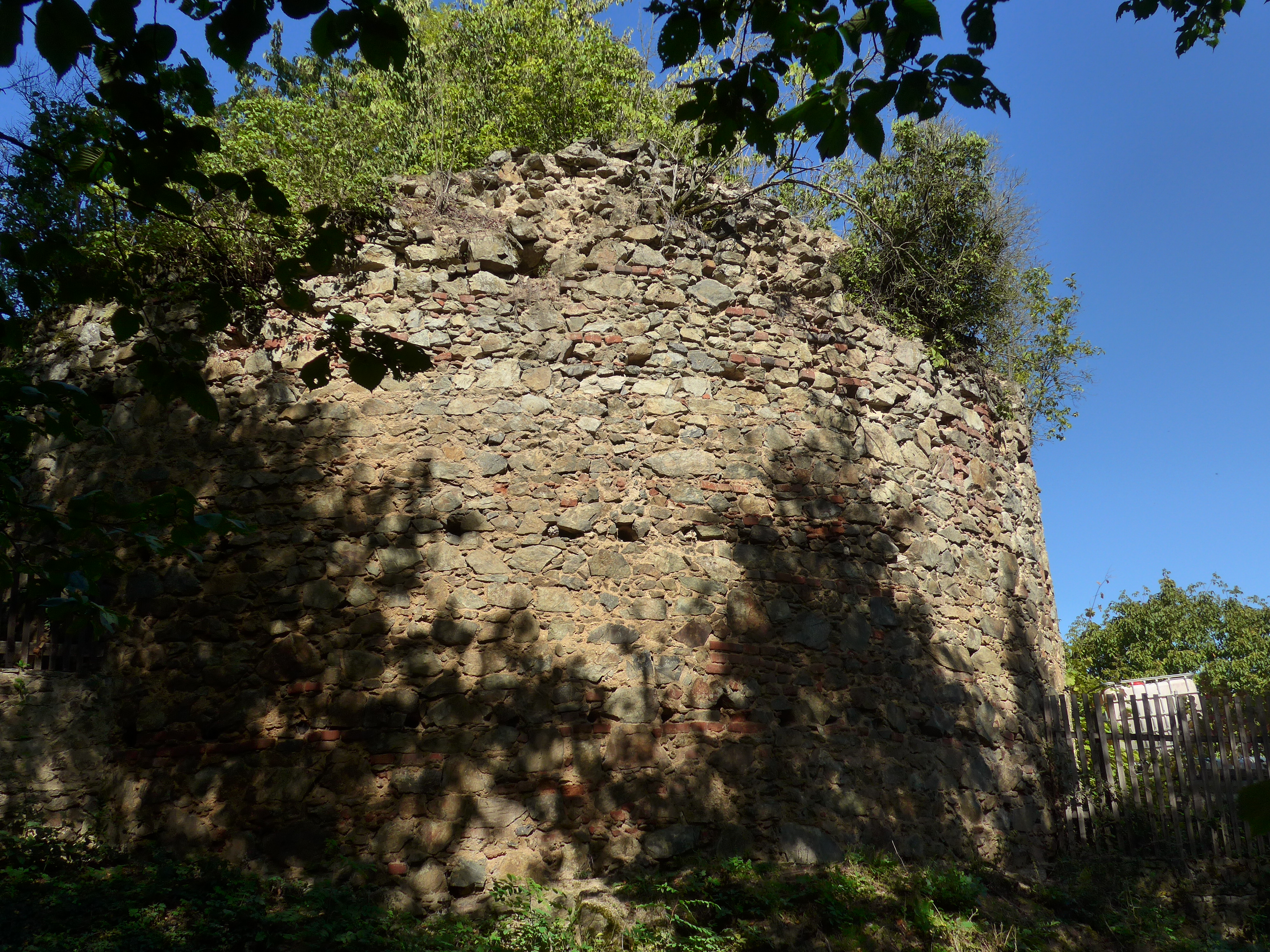
Okrouhlá věž
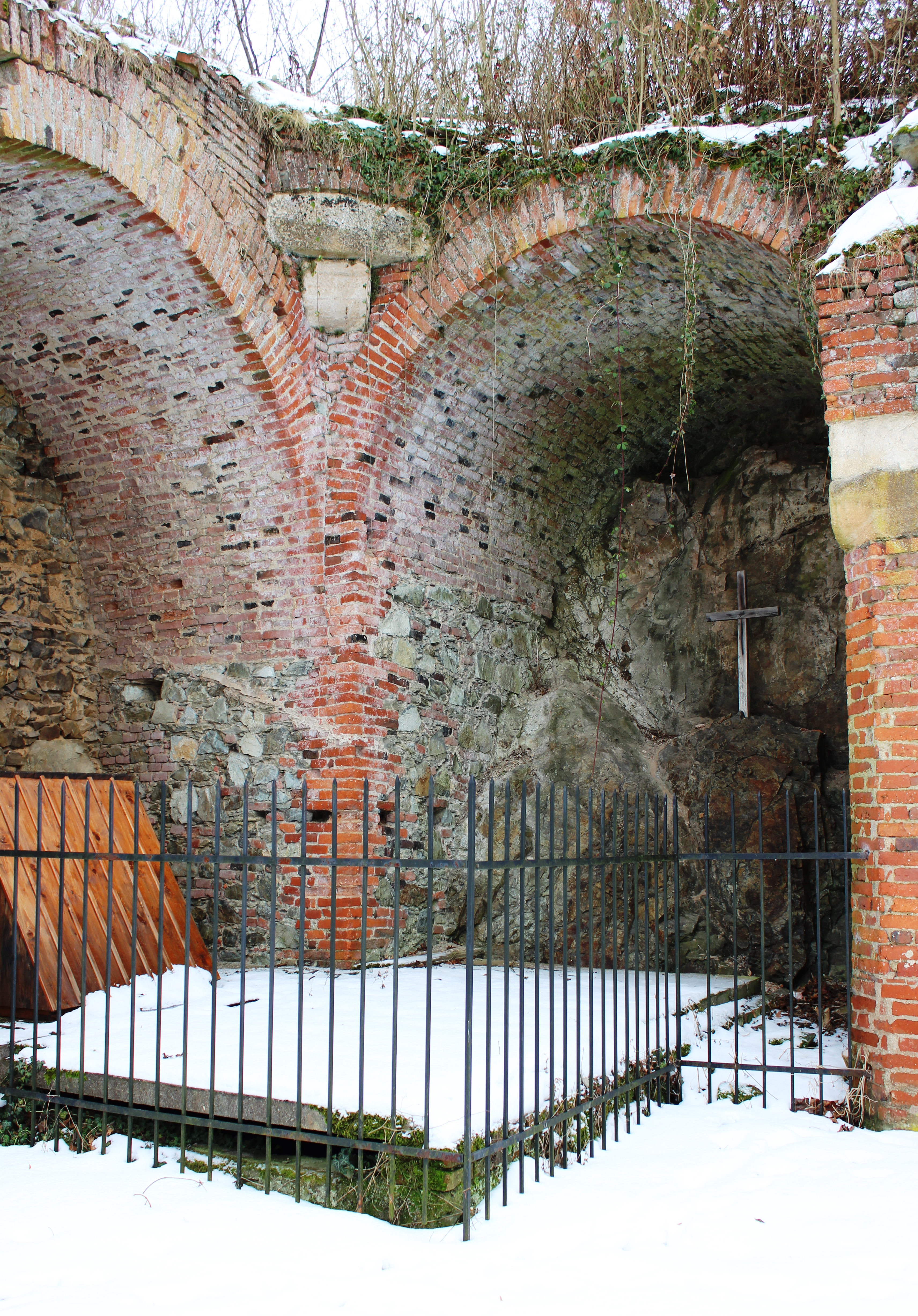
Gotická studna v blízkosti hradní kuchyně
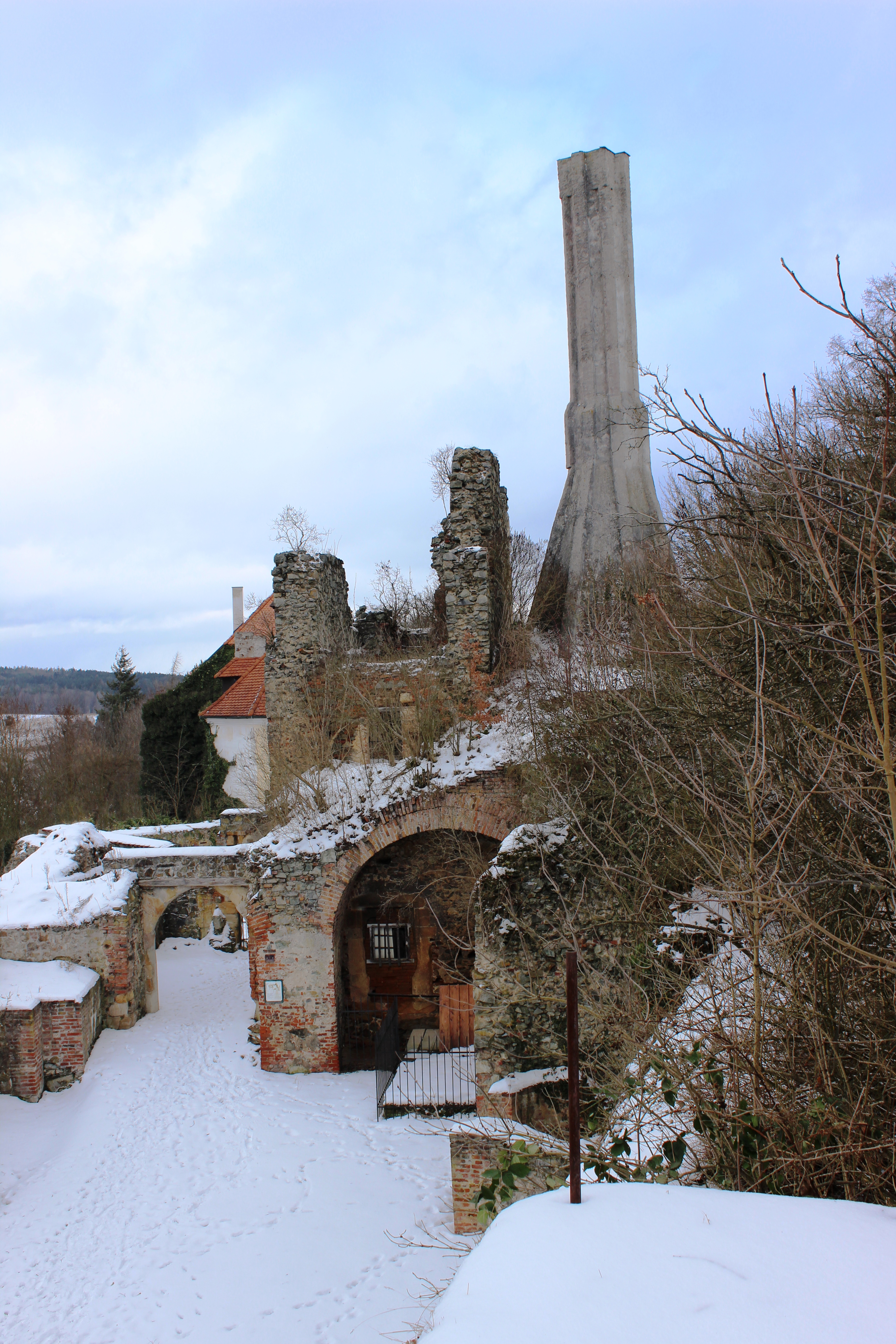
Dýmník